# Ernst Christian Julius Schering
Ernst Christian Julius Schering, född 13 juli 1833 i Forsthaus Sandbergen nära Bleckede, död 2 november 1897 i Göttingen, var en tysk matematiker. Han var gift med en dotter till den svenske matematikern Carl Johan Malmsten.
Schering blev 1857 filosofie doktor vid Göttingens universitet samt 1860 extra ordinarie och 1868 ordinarie professor i matematik och astronomi där. Han utgav skrifter i talteori samt i astronomiska och fysikaliska frågor. Mest känd är han som utgivare av Carl Friedrich Gauss samlade arbeten (sju band, 1863–74). 